# 제314항공사단
제314항공사단(314th Air Division)은 미국 공군의 항공사단이다.
이 부대는 제2차 세계 대전 당시 보잉 B-29 슈퍼포트리스 전략폭격기를 운용하던 제314폭격비행단(314th Bombardment Wing)으로 시작하였다.

## 역사

### 제2차 세계 대전
1948년 8월 20일, 해산하였다.

### 한국 전쟁
1950년 12월 1일, 나고야 공군기지에서 제5공군 휘하 제314공군사단으로 재소집되었다. 주일 방공군의 일본 혼슈의 방공을 넘겨받고, 군수지원, 전술항공작전을 위한 병참지원, 일본 내의 비행장 건설 임무를 부여받았다.
- 제4전투요격비행단 (방공)
- 제374병력수송비행단 (항공수송), C-46 코만도
- 제437병력수송비행단 (항공수송), C-46 코만도
- 제452폭격비행단 (전술 폭격)
- 제41전투요격비행대대 (방공)
- 제91전략정찰비행대대 (전략 정찰)

1952년 3월 1일, 극동공군의 재조직화로 제314공군사단은 해산하고 휘하 부대는 흩어졌다.

### 냉전
1955년 3월 15일, 대한민국 오산 공군기지에서 재소집되어 주한 미국 공군의 역할을 맡았다. 필리핀의 클라크 공군기지,일본의 요코타 비행장에 있는 C-130을 통제한다.
1976년 8월 3일, 주한 미군과 대한민국 공군 간의 협조체제를 높이고 비상시의 전술공수임무를 좀더 효율적으로 수행하려고 용산 기지로 본부를 옮겼다. 1979년 4월 1일, 제314공군사단 본부를 오산 공군기지로 다시 옮겼다.
1986년 9월 8일, 제7공군으로 대체되었다.
- 제8전술전투비행단
- 제51전술전투비행단

## 산하 조직
- 제51전술비행단
- 제6171전투비행단, 광주
- 제6168전투지원단, 대구

## 기록

### 계보
- 1944년 4월 15일, 314 Bombardment Wing, Very Heavy→제314폭격비행단로서 창설됨.
1944년 4월 23일, 활동개시.
1946년 4월 15일, 314th Composite Wing→제314혼성비행단으로 재편성됨.
1948년 8월 20일, 활동중지.
- 1950년 11월 21일, 314 Air Division→제314항공사단로 재편성됨.
1950년 12월 1일, 활동개시.
1952년 3월 1일, 활동중지.
- 1955년 3월15 일, 활동개시.
1978년 7월 1일, Table of Distribution 314th Air Division과 병합됨.
1986년 9월 8일, 활동중지.

Table of Distribution 314th Air Division
- 1948년 8월 13일, 314 Air Division→제314항공사단으로 창설.
1948년 8월 18일 조직됨.
1950년 3월 1일 끊김.
1978년 7월 1일 통합됨.

### 소속
1. 제2공군, 1944년 4월 23일
2. 제21폭격기사령부, 1944년 6월 8일
3. 제20공군, 1945년 7월 16일
4. 제5공군, 1946년 5월 15일
5. 제5폭격기사령부, 1946년 5월 30일
6. 제5공군, 1946년 5월 31일
7. 극동공군, 1951년 5월 18일
8. 제5공군, 1955년 3월 15일

## 같이 보기
- 미국 공군의 항공사단 목록
- 주한 미국 공군

## 참고
1. ↑  “미국소재 한국사 자료 조사보고 Ⅳ: Ⅰ. 미 극동공군 산하 제5공군의 조직”. 2019년 10월 30일에 확인함.
2. ↑  “오산의 미 공군사단 본부, 용산 이전”. 중앙일보. 1976년 8월 4일. 2019년 10월 30일에 확인함.

- “314 AIR DIVISION” (영어). Air Force Historical Research Agency. 2007년 10월 12일. 2012년 9월 29일에 원본 문서에서 보존된 문서. 2019년 10월 30일에 확인함.